# Northwich Victoria FC
Northwich Victoria FC är en fotbollsklubb från Wincham, Northwich, Cheshire i England. Smeknamnen är "The Vics" eller "The Trickies".
Northwich är en gammal klubb och arkiven går bak ända till 1874. De spelade på samma plan Drill Field i över 125 år innan de säsongen 2005-06 flyttade till en ny arena, Victoria Stadium i Wincham, strax utanför Northwich. 
Klubben var mellan 1892 och 1894 medlemmar i Football League Second Division, annars spelade man i olika regionala ligor fram till dess att man gick med i den nyligen bildade Cheshire County League efter andra världskriget. Man blev kvar i den ligan och lyckades vinna den en gång, innan man 1968 var med och grundade Northern Premier League.
1979 var man med och grundade ännu en liga, Alliance Premier League (som senare bytte namn till Football Conference). Man var det sista laget som spelat nonstop i ligan (1979-2005) sedan starten när man 2005 på grund av juridiska problem blev tvungna att flytta ned en division till Conference North. Sejouren i Conference North varade bara ett år och klubben är nu tillbaka i Football Conference.

## Meriter
- FA Trophy 1984
- Conference North 2006
- Cheshire County League 1957